# Sauris bicolor
Sauris bicolor är en fjärilsart som beskrevs av W. Warren 1896. Sauris bicolor ingår i släktet Sauris och familjen mätare. Inga underarter finns listade.